# Kris Kross
"Кріс Крос був американським хіп-хоп дуетом, що складався з Кріса "Мак Дедді" Келлі і Кріса "Дедді Мак" Сміта.
"Кріс Крос" був наймолодшим хіп-хоп дуетом, який здобув успіх, маючи золоті та платинові альбоми у віці 12 та 13 років. Дует був відкритий Джермейном Дюпрі в 1991 році і став світово відомим наступного року завдяки своєму хітовому дебютному синглу "Jump", який очолив чарт Billboard Hot 100 протягом восьми тижнів і був сертифікований подвійною платиновою платівкою як сингл. Вони продовжили випускати три студійних альбоми, з їх дебютним альбомом Totally Krossed Out, який очолив американський чарт Billboard 200, і наступними альбомами, Da Bomb і Young, Rich & Dangerous, які потрапили в Топ-20. Дует також був відомий своїм стилем одягу, коли вони носили свої речі задом наперед.
Кріс Келлі помер від передозування наркотиками 1 травня 2013 року.

## Історія
Дружба між мешканцями Атланти, Джеймсом Крістофером Келлі (11 серпня 1978 – 1 травня 2013) та Крістофером Смітом (народжений 10 січня 1979 року), розпочалася в першому класі. Дует був помічений у торговому центрі Грінбріар в Атланті в 1991 році, коли їм було по 13 років, тоді 19-річним Джермейном Дюпрі. За словами Дюпрі, Келлі та Сміт не прагнули до укладення договору з виконавцями та не були реперами або музикантами, коли він їх зустрів. Він був вражений їх стилем, і "Kris Kross" стали першими артистами, підписаними на лейбл So So Def Дюпрі.

### 1992:Totally Krossed Out
Разом з Дюпрі, двоє підписали угоду з Ruffhouse Records і записали свій дебютний альбом Totally Krossed Out (1992). Повністю спродюсований Дюпрі, Totally Krossed Out був випущений 31 березня того року і продався у кількості чотирьох мільйонів копій в США. У нього входив хіт-сингл "Jump", який став першою реп-піснею, що очолив чарт Billboard Hot 100 протягом восьми тижнів.
Музичні відео з альбому також зазнали значного успіху. Відео до "Jump", зняте кінорежисером Річем Мюрреєм, посіло перше місце на каналі MTV і було продано понад 100 000 копій як VHS-відеосингл. Відео до їхнього наступного синглу, "Warm It Up", також зняте Мюрреєм, виграло нагороду Billboard за відео "Кращий новий виконавець",[джерело?] і потрапило на 14 місце того ж року, що й "Jump". За словами Джима Фарбера з The New York Daily News: "Разом цього було достатньо, щоб просунути дебютний альбом дуету, Totally Krossed Out, до мультиплатинового статусу."

### 1992–1996: Тур Майкла Джексона та додаткові медіа-проекти
Дует отримав можливість виступити на європейському турі Dangerous World Tour Майкла Джексона 1992 року, а також камео в відеокліпі Джексона на його сингл 1992 року "Jam". Крім того, вони з'явилися в музичних відеокліпах "Down with the King" (1993) Run-D.M.C. та "Hat 2 da Back" (1992) TLC, і були представлені в одному з епізодів серіалу A Different World і як заключний музичний виступ в епізоді від 29 травня 1992 року In Living Color.
Відеогра, в якій зіграв дует, під назвою Kris Kross: Make My Video, була випущена у 1992 році для системи Sega CD. Гравцям було запропоновано редагувати музичні відеокліпи групи для кількох їх хітів, використовуючи фрагменти оригінальних музичних відеокліпів, архівні кадри та загальні відеоанімаційні ефекти. Перед кожною сесією редагування гравцям подавали завдання зібрати певні кадри для відео. Гра потрапила на 18 місце у списку "20 найгірших ігор усіх часів" за версією Electronic Gaming Monthly. Кріс Крос зіграли камео у фільмі Теда Демме Хто такий чувак? (1993), у якому головні ролі виконали репер Ед Ловер і радіоведучий Доктор Дре з відомого шоу Yo! MTV Raps.
Кріс Крос також брали участь у промо-кампанії для Sprite у 1993 році, під час якої вони записали ексклюзивний реп, зняли промоційну фотосесію та рекламний ролик для бренду.

### 1993:Da Bomb
Другий альбом дуету, Da Bomb (1993), був сертифікований платиновим та мав хіти "Alright" з участю Super Cat, "I'm Real" та "Da Bomb" з участю Da Brat, яку відкрив Сміт. Більшість їхніх пісень були спрямовані на конкурентів, таких як Da Youngstas, Illegal та Another Bad Creation.

### 1996:Young, Rich & Dangerous
Третій альбом, Young, Rich & Dangerous, був випущений на початку 1996 року і отримав статус сертифікованого золотого диску. Він мав два хіти: "Tonite's tha Night" та "Live and Die for Hip Hop".

### Освіта
Обидва учасники Kris Kross відвідували школу Woodward Academy в Коледж-Парк, Джорджія. Келлі вивчав мікс-інженерію і заснував лейбл C Connection Records. Сміт вивчав маркетинг та бізнес-менеджмент і заснував компанію One Life Entertainment, Inc.

### Останній виступ
Останній виступ Kris Kross відбувся у їхньому рідному місті в Театрі «Фокс» на концерті з нагоди 20-річчя лейблу So So Def 23 лютого 2013 року.

## Смерть Кріса Келлі
29 квітня 2013 року Кріс Келлі був знайдений без свідомості у своєму будинку в Атланті і доставлений до лікарні. Через два дні, 1 травня, його оголосили мертвим близько 17:00 у південному кампусі Медичний центр Атланти; йому було 34 роки. За день до того, як його знайшли без свідомості, він зняв відео, де читає реп у своєму домі. За документами поліції, Келлі був привезений додому для відновлення після вживання наркотиків, як він це робив кілька разів у минулому. Його дядько заявив поліції, що Келлі "має великий досвід вживання наркотиків."
Наступного дня Дюпрі виклав у своєму Twitter "лист до шанувальників", в якому називав Келлі "сином, якого у мене ніколи не було", і хвалив його як артиста. Кріс Сміт написав: "Кріс Келлі був моїм кращим другом. Він був наче моїм братом. Я люблю його і буду його дуже сумувати. Наше дружба почалася як дітей у першому класі. Ми виросли разом. Було благословенням досягти успіху, подорожувати світом і розважати фанатів Kris Kross у всьому світі з моїм кращим другом. Це те, що ми хотіли робити і що приносило нам щастя. Я завжди буду цінувати спогади про C-Connection."
Багато інших виконавців і шанувальників публічно висловили своє співчуття у зв'язку зі смертю Келлі, деякі з них зазначали Kris Kross або Келлі як своє натхнення або причину, що спонукала їх увійти у музичну індустрію. 1 липня було опубліковано токсикологічний звіт, згідно з яким Келлі помер від передозування наркотиками. За даними Медичної експертної служби округу Фултон, токсикологічний аналіз показав, що в організмі Келлі було знайдено суміш наркотиків, включаючи героїн та кокаїн.

### Студійні альбоми
| Рік                                            | Деталі альбому                                                                                               | Позиції в чартах | Позиції в чартах | Позиції в чартах | Позиції в чартах | Позиції в чартах | Позиції в чартах | Сертифікації (поріг продажів)                     |
| Рік                                            | Деталі альбому                                                                                               | США              | США R&B          | AUS              | AUT              | SWE              | UK               | Сертифікації (поріг продажів)                     |
| ---------------------------------------------- | --- | ---------------- | ---------------- | ---------------- | ---------------- | ---------------- | ---------------- | ------------------------------------------------- |
| 1992                                           | Totally Krossed Out Перший студійний альбом Дата випуску: 31 березня 1992 Лейбл: Ruffhouse/Columbia Records  | 1                | 1                | 7                | 33               | 30               | 31               | AUS: Золотий CAN: 3× Платиновий US: 4× Платиновий |
| 1993                                           | Da Bomb Другий студійний альбом Дата випуску: 3 серпня 1993 Лейбл: Ruffhouse/Columbia Records                | 13               | 2                | —                | —                | —                | —                | CAN: Золотий US: Платиновий                       |
| 1996                                           | Young, Rich & Dangerous Третій студійний альбом Дата випуску: 9 січня 1996 Лейбл: Ruffhouse/Columbia Records | 15               | 2                | —                | —                | —                | —                | US: Золотий                                       |
| "—" позначає випуски, які не потрапили в чарти | |                  |                  |                  |                  |                  |                  |                                                   |

| Рік                                     | Сингл                      | Пікові позиції в чартах | Пікові позиції в чартах | Пікові позиції в чартах | Пікові позиції в чартах | Пікові позиції в чартах | Пікові позиції в чартах | Пікові позиції в чартах | Пікові позиції в чартах | Пікові позиції в чартах | Пікові позиції в чартах | Сертифікації (поріг продажів)                                   | Альбом                   |
| Рік                                     | Сингл                      | США                     | Австралія               | Бельгія (Вл)            | Канада                  | Франція                 | Ірландія                | Нова Зеландія           | Швейцарія               | Швеція                  | Велика Британія         | Сертифікації (поріг продажів)                                   | Альбом                   |
| --------------------------------------- | -------------------------- | ----------------------- | ----------------------- | ----------------------- | ----------------------- | ----------------------- | ----------------------- | ----------------------- | ----------------------- | ----------------------- | ----------------------- | --------------------------------------------------------------- | ------------------------ |
| 1992                                    | "Jump"                     | 1                       | 1                       | 3                       | 11                      | 5                       | 1                       | 1                       | 1                       | 2                       | 2                       | RIAA: 2× Платиновий ARIA: Платиновий BPI: Срібний SNEP: Срібний | Totally Krossed Out      |
| 1992                                    | "Warm It Up"               | 13                      | 21                      | 21                      | —                       | 44                      | 16                      | 3                       | 34                      | 34                      | 16                      | - RIAA: Золото                                                  | Totally Krossed Out      |
| 1992                                    | "I Missed the Bus"         | 63                      | 95                      | —                       | —                       | —                       | —                       | 28                      | —                       | —                       | 57                      |                                                                 | Totally Krossed Out      |
| 1992                                    | "It's a Shame"             | —                       | —                       | 35                      | —                       | —                       | 27                      | 19                      | —                       | —                       | 31                      |                                                                 | Totally Krossed Out      |
| 1993                                    | "Alright" (with Super Cat) | 19                      | 97                      | —                       | —                       | —                       | —                       | 8                       | —                       | —                       | 47                      | - RIAA: Золото                                                  | Da Bomb                  |
| 1993                                    | "I'm Real"                 | 84                      | —                       | —                       | —                       | —                       | —                       | —                       | —                       | —                       | —                       |                                                                 | Da Bomb                  |
| 1994                                    | "Da Bomb" (with Da Brat)   | —                       | —                       | —                       | —                       | —                       | —                       | —                       | —                       | —                       | —                       |                                                                 | Da Bomb                  |
| 1995                                    | "Tonite's tha Night"       | 12                      | —                       | —                       | —                       | —                       | —                       | 11                      | 48                      | —                       | —                       | - RIAA: Золото                                                  | Young, Rich, & Dangerous |
| 1996                                    | "Live and Die for Hip Hop" | 72                      | —                       | —                       | —                       | —                       | —                       | 30                      | —                       | —                       | —                       |                                                                 | Young, Rich, & Dangerous |
| "—" denotes releases that did not chart |                            |                         |                         |                         |                         |                         |                         |                         |                         |                         |                         |                                                                 |                          |

## Нагороди та номінації

### Нагороди Греммі
| Рік  | Номінована робота | Нагорода                                 | Результат |
| ---- | ----------------- | ---------------------------------------- | --------- |
| 1993 | Kris Kross        | Найкращий новий виконавець               | Номінація |
| 1993 | "Jump"            | Найкраще реп-виконання дуетом або групою | Номінація |

### MTV Video Music Awards
| Year | Номінована робота | Нагорода           | Результат |
| ---- | ----------------- | ------------------ | --------- |
| 1992 | "Jump"            | Найкраще реп відео | Номінація |

### American Music Awards
| Year | Номінована робота   | Нагорода                                       | Результат |
| ---- | ------------------- | ---------------------------------------------- | --------- |
| 1993 | Totally Krossed Out | Улюблений поп/рок альбом                       | Номінація |
| 1993 | Kris Kross          | Улюблена поп/рок група, дует або група         | Номінація |
| 1993 | Kris Kross          | Улюблений новий виконавець R&B/соул            | Перемога  |
| 1993 | Kris Kross          | Улюблений новий виконавець у стилі реп/хіп-хоп | Перемога  |
| 1993 | Kris Kross          | Улюблений реп/хіп-хоп виконавець               | Номінація |